# Nagari Kampuang Tangah
Nagari Kampuang Tangah is een bestuurslaag in het regentschap Agam van de provincie West-Sumatra, Indonesië. Nagari Kampuang Tangah telt 5715 inwoners (volkstelling 2010).